# Felice Sabatelli
Felice Sabatelli (Melfi, 1710 – Napoli, 9 luglio 1786) è stato un astronomo e matematico italiano, professore di astronomia nell'Università di Napoli.

## Biografia
Nato a Melfi, fu allievo del matematico e astronomo Pietro Di Martino all'università di Napoli e di Eustachio Manfredi e Eustachio Zanotti all'Osservatorio di Bologna.
Nel 1746 ebbe la cattedra di Astronomia e Nautica per la morte prematura di Di Martino. Insegnò inoltre matematica e astronomia all'Accademia di Marina e matematica e filosofia nella real Paggeria. 
Nel 1749 realizzò una meridiana nella biblioteca del principe Ferdinando Spinelli di Tarsia.
Propose di istituire anche a Napoli un osservatorio astronomico, dopo quelli di Bologna e Pisa, prima a Carlo di Borbone nel 1750, suggerendo il presidio militare di Pizzofalcone, e poi a Ferdinando IV, nel 1768, nel soppresso collegio massimo dei Gesuiti.
Fu sepolto nell'Arciconfraternita del SS. Rosario nei quartieri spagnoli, accanto alla chiesa del Rosariello di Palazzo.
Fu Socio Pensionario dell'Accademia delle scienze e delle belle lettere di Napoli.